# Royaume du Monténégro
 (octobre 2021).
28 août 1910 – 28 novembre 1918
(8 ans et 3 mois)
Entités précédentes :
- Principauté du Monténégro
- Empire ottoman

Entités suivantes :
- Royaume de Serbie

Le royaume du Monténégro était un État des Balkans, proclamé le 28 août 1910 et dirigé par Nikola I Petrović-Njegoš. Le 28 novembre 1918, il intégra le royaume de Serbie, trois jours avant la proclamation du royaume des Serbes, Croates et Slovènes (le 1er décembre suivant).

## Histoire
Le royaume du Monténégro est proclamé par Nikola I Petrović-Njegoš (Nicolas Ier) à Cetinje, le 28 août 1910. Nicolas Ier, ayant dirigé le pays en tant que prince depuis 1860, est l'initiateur de plusieurs réformes de modernisation au début du XXe siècle telle que l'introduction d'une constitution et d'une nouvelle devise, le perper monténégrin.
Le 8 octobre 1912, le Monténégro entre en guerre, lors de la Première Guerre balkanique, avec l'espoir d'obtenir une part des territoires provenant des anciennes zones contrôlées par l'Empire ottoman en Roumélie. Il obtient rapidement des gains territoriaux comme le partage du Sandjak de Novipazar avec le royaume de Serbie. Cependant, la ville de Shkodër, récemment conquise avec la perte de 10 000 vies face aux forces albano-ottomanes d'Essad Pacha, est attribuée au nouvel État indépendant de l'Albanie à la suite des actions de l'agent austro-hongrois, le baron Franz Nopcsa, et de l'insistance des grandes puissances.
En 1913, à la fin de la guerre, un nouveau conflit éclate entre le royaume de Bulgarie et celui de Serbie, dans lequel le Monténégro s'engage aux côtés de la Grèce et de la Serbie. À la suite du traité de Bucarest mettant fin à la Seconde Guerre balkanique, le Monténégro voit reconnaître ses nouveaux territoires.
Pendant la Première Guerre mondiale, le Monténégro est allié de la Triple-Entente contre l'Allemagne et ses alliés. Du 15 janvier 1916 au milieu du mois d'octobre 1918, le pays est occupé par l'Autriche-Hongrie.

## Roi (1910-1918)
- Nicolas Ier de Monténégro, roi de 1910 à 1918

### Prétendants (depuis 1918)
- Nikola I Petrović-Njegoš (1918 - 1921)
- Danilo II Aleksander Petrović-Njegoš (1921)
- Mihailo Petrović-Njegoš (1921 - 1986)
- Nikola II Petrović-Njegoš (depuis 1986)

## Premier ministre (1910-1916)
- Lazar Tomanović (1910-1912)
- Mitar Martinović (1912-1913)
- Janko Vukotić (1913-1915)
- Milo Matanović (1915-1916)

### Premier ministre en exil (1916-1922)
- Lazar Mijušković (1916)
- Andrija Radović (1916-1917)
- Milo Matanović (1917)
- Evgenije Popović (1917-1919)
- Jovan Plamenac (1919-1921)
- Anto Gvozdenović (1921-1922)
- Milutin Vučinić (1922)
- Anto Gvozdenović (1922)

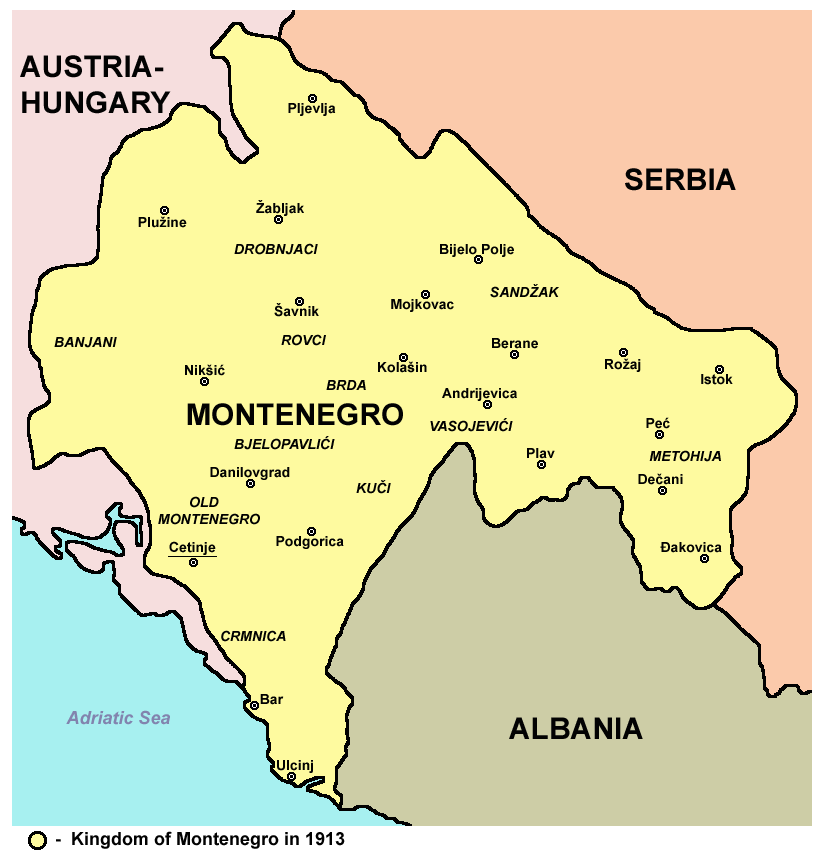
Carte du Monténégro en 1913.
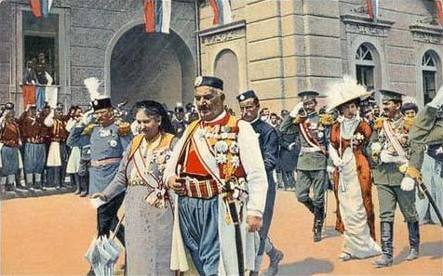
Proclamation du Royaume du Monténégro, 28 août 1910.
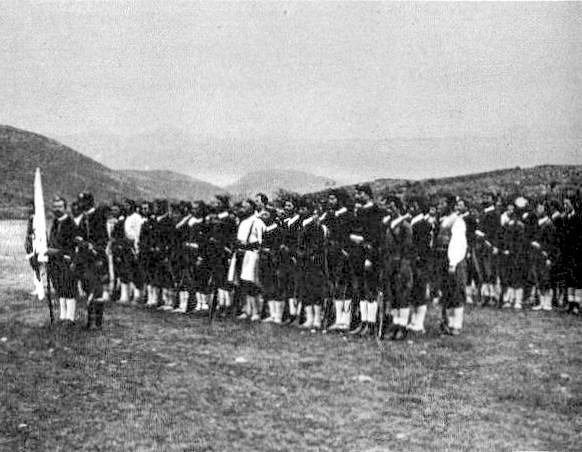
Troupes du Monténégro en octobre 1914.
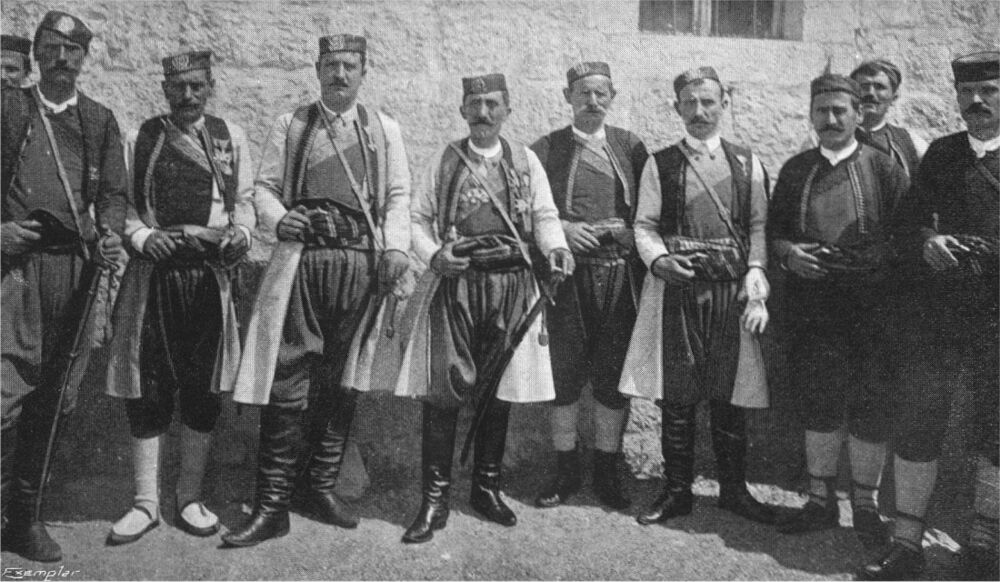
Officiers monténégrins, début XXe siècle.